# 카비르 사막
| 카스피해 페르시아만 호르무즈 해협 메소포타미아 이라크 쿠웨이트 사우디아라비아 아무다리야강 하리강 파키스탄 인더스강 힌두쿠시산맥 바바산맥 아프가니스탄 우르미아호 엘부르즈산맥 코페트다그 투르크메니스탄 나마크호 자그로스(북부) 자그로스(남부) 자얀데루드강 이란 자르드쿠산 제발바레즈 하자란 카비르 사막 루트 사막 헬만드강 하문호 고드자레 시스탄 발루치스탄 |
| 이란고원에서의 카비르 사막의 위치 |

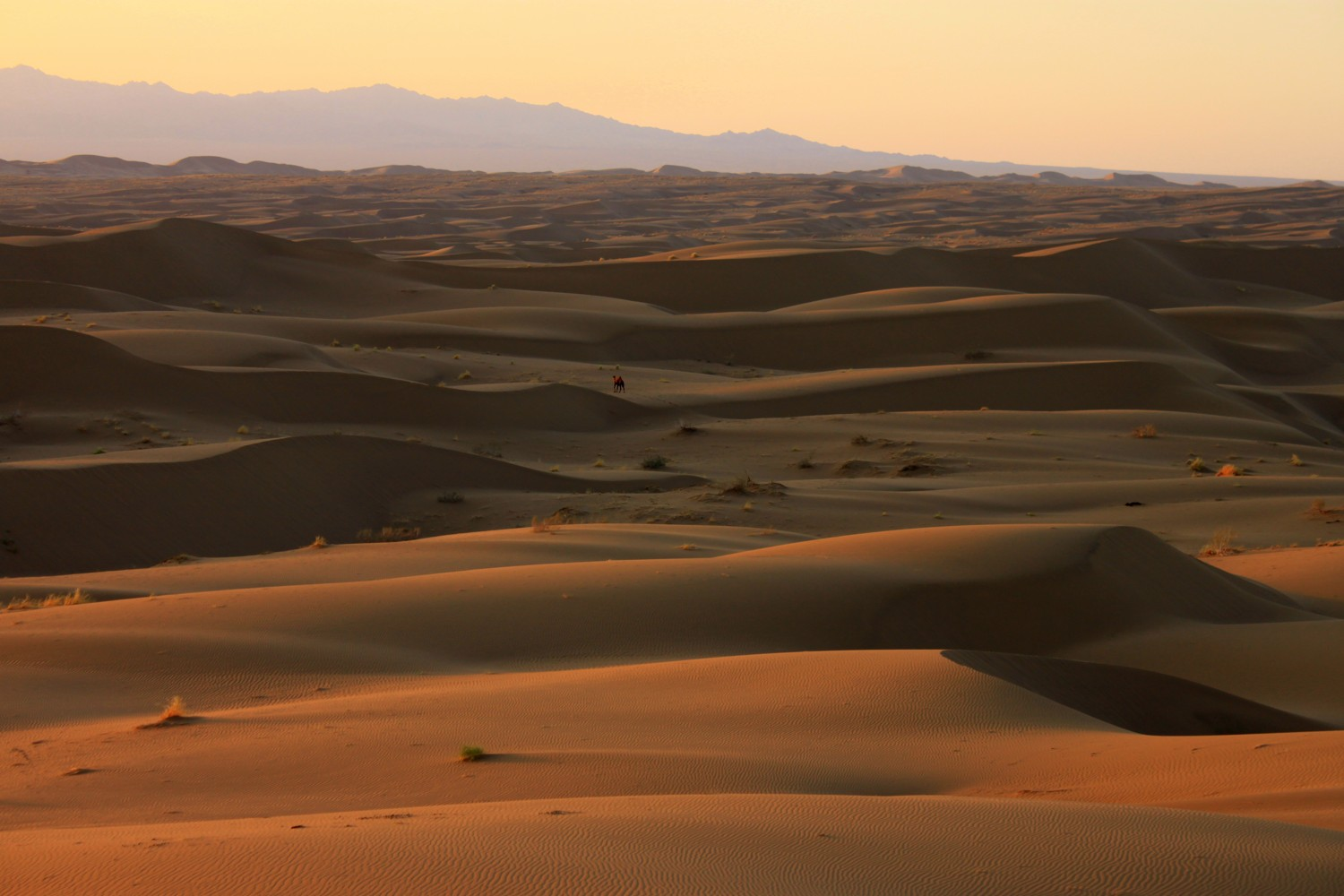

카비르 사막은 이란 중부의 사막이다. 길이 800km, 너비 320km, 면적 77,600km2이다. 북서쪽으로 엘부르즈산맥, 남동쪽으로 루트 사막과 접한다.